# Ichneumon yakui
Ichneumon yakui är en stekelart som beskrevs av Tohru Uchida 1956. Ichneumon yakui ingår i släktet Ichneumon och familjen brokparasitsteklar. Inga underarter finns listade i Catalogue of Life.